# Lympsham
Lympsham is een civil parish in het bestuurlijke gebied Sedgemoor, in het Engelse graafschap Somerset met 960 inwoners.